# 马丁·布莱斯特
马丁·布莱斯特（英語：Martin Brest，1951年8月8日—）是一名美国电影导演、编剧和制片人。导演的著名作品如1984年賣座警察喜劇片《比佛利山超级警探》、1988年的公路喜剧片《午夜狂奔》和1992年的剧情片《闻香识女人》，《闻香识女人》赢得了金球奖最佳戏剧类影片，并获得奥斯卡最佳影片、最佳导演等提名。
布莱斯特因2003年電影《絕配殺手》的失利而從此消失在好萊塢及公眾視野；但仍於2021年作為特邀嘉賓出現在《比佛利山超级警探》和《午夜狂奔》的洛杉磯放映中，並接受保羅·湯瑪斯·安德森的採訪。

## 电影作品
- 高更的熱狗（英语：Hot Dogs for Gauguin）/Hot Dogs for Gauguin (1972) (兼任编剧、制片)
- 炎熱的明天（英语：Hot Tomorrows）/Hot Tomorrows (1977) (兼任编剧、制片)
- 三個老槍手（英语：Going in Style）/Going in Style (1979) (兼任编剧)
- 比佛利山超级警探/Beverly Hills Cop (1984)
- 午夜狂奔/Midnight Run (1988) (兼任制片)
- 闻香识女人/Scent of a Woman (1992) (兼任制片)
- 第六感生死緣/Meet Joe Black (1998) (兼任制片)
- 絕配殺手/Gigli (2003) (兼任编剧)